# Rapid City
Rapid City este un oraș în South Dakota, Statele Unite ale Americii. 

## Monumente
În apropierea orașului se află Muntele Rushmore și Parcul Național Badlands.